# Kratersko jezero (ZDA)
Krátersko jézero (angleško Crater Lake) je jezero v Oregonu, ZDA, katerega površinske mere so 8 krat 9,6 km, največja globina pa 597 m. Kratersko jezero je najizrazitejši naravni pojav Narodnega parka Kraterskega jezera (angl. Crater Lake National Park) in je znano po svoji temnomodri barvi, dobri podvodni vidljivosti in po plavju. Jezero napoljnjuje skoraj 1220 metrov globoko kaldero, ki je nastala pred okoli 6900 leti z razpadom stratovulkana Mount Mazama. Poleg tega je jezero najbolj znano kratersko jezero na svetu.
Povprečna globina jezera je okoli 450 m. Jezero je najglobje jezero v ZDA in drugo najglobje jezero na Zahodni polobli (nagloblje je Veliko suženjsko jezero (Great Slave Lake) in sedmo najgloblje na svetu. Višina robu kaldere se spreminja med okoli 2130 do 2440 m.